# 胡丽叶塔
《胡丽叶塔》是佩德罗·阿尔莫多瓦尔自编自导的2016年西班牙电影，改编自爱丽丝·门罗短篇小说集《逃离》的三个故事。影片是阿尔莫多瓦尔的第20部电影，阿德里亚娜·乌加特和艾玛·苏亚雷斯分别扮演幼年和成年胡丽叶塔。演员阵容还包括丹尼尔·高、茵玛·库艾斯塔、达里奥·戈兰蒂内提、米歇尔·詹娜和罗茜·德·帕尔马。
影片于2016年4月8日在西班牙上映，之后在2016年戛纳电影节上全球首映，并角逐金棕榈奖，更后来正式在全球各地上映。西班牙电影艺术学院提名本片参加第89届奥斯卡金像奖最佳外语片奖角逐，但影片没能入选小名单，却获英国电影学院奖最佳外语片奖提名，此外还获得4项欧洲电影奖提名和7项哥雅奖提名。

## 剧情
马德里人胡丽叶塔打算跟男朋友洛伦佐移居葡萄牙。一次偶然的机会，在街上撞到女儿安妮塔儿时的玩伴比特丽姿。分居了很久的安妮塔告诉她，比特丽姿住在瑞士，育有三个孩子。胡丽叶塔急切地希望重新联络安妮塔，放弃了离开西班牙的计划，反倒重新租了她在马德里抚养安妮塔的公寓，地址成了安妮塔联络胡丽叶塔的唯一办法。
期盼得到安妮塔的音讯，意识到自己欠女儿导致两人分居事件的解释，胡丽叶塔在杂志上写满自己身为母亲、妻子和女儿的故事。当她开始写与渔夫胡安相知相识并最终结婚的故事时，影片进入漫长的倒叙场景，不时提醒观众这个故事，胡丽叶塔正在写。
漫长的倒叙始于胡丽叶塔在火车上第一次遇见胡安的那个夜晚，跳到逃离试图跟自己在隔间搭讪的老人的餐车。胡丽叶塔昏迷时，胡安跟胡丽叶塔说了他的渔夫生活。后来火车急刹车，撞死了胡丽叶塔房间里的老人。朱丽叶自责自己害死了老人，胡安上前安慰，最终两人在火车上做爱。
后来，她回到任教的学校，收到胡安邀请她去他家的信。直到抵达的那一天，管家才告诉他胡安的妻子刚去世，朋友夏娃陪着他。尽管胡丽叶塔对夏娃的在场感到气馁，但还是选择在屋子里等他。
胡安回来，两人关系恢复。最后，胡丽叶塔告诉胡安她坏了他的孩子。
后来，安妮塔两岁。胡丽叶塔带着安妮塔去见爷爷奶奶。奶奶明显患有阿尔茨海默症，一开始没认出女儿。爷爷跟女仆有艳遇，这让胡丽叶塔懊恼。
成年安妮塔参加夏令营，胡安跟夏娃打情骂俏。惹恼了胡丽叶塔。气急败坏的胡丽叶塔跑开，胡安便自顾自钓鱼去。暴风雨来袭，胡丽叶塔听到了胡安遇害的消息。
安妮塔在营地遇见碧亚，两人关系密不可分，因此胡丽叶塔必须回马德里转达胡安去世的噩耗。悲痛中，安妮塔和碧亚迅速成长。安妮塔还坚持在马德里租公寓照顾碧亚。但转眼到了18岁，安妮塔精神上衰退，声称要单独关自己三个月。
三个月后，胡丽叶塔开车到比利牛斯山的隐居处，却被告知她的女儿不想把自己的位置暴露给母亲，已经离开。安妮塔失踪，让胡丽叶塔非常紧张，想方设法找到安妮塔，但没能成功。她仅有的联系是她在安妮塔19岁、20岁和21岁生日的空白生日卡。后来，胡丽叶塔一气之下毁掉安妮塔的大多数印迹，从公寓搬走。
她拜访彼时身患多重硬化症，处于弥留之际的夏娃。夏娃告诉她，安妮塔听到夫妇俩吵架，那次吵架促成胡安的死亡。夏娃指责胡丽叶塔和夏娃，却因当时在营地里没有上前阻止而内疚。在夏娃的葬礼上，胡丽叶塔碰到洛伦佐与和他产生愉快的关系，分散对安妮塔失踪的注意力。她没有告诉洛伦佐安妮塔的事，而他也尊重她的隐私。
回到现在，洛伦佐去了葡萄牙，胡丽叶塔的精神状态日渐恶化，并经常去她和女儿呆过的地方。碧亚重新碰到她，看到她的样子，跟她没交流太多。胡丽叶塔透漏她精神恶化，而碧亚则说安妮塔已经很难与她们两个邂逅，况且彼此也疏远了。
后来胡丽叶塔在街上摔倒，多亏刚刚回来的洛伦佐送她住院。他拜访了她家，找到安妮塔的一封信，连同一本没有读过的回忆录带给胡丽叶塔。安妮塔表示儿子的死深深影响到她，让她明白胡丽叶塔对两人分居的感受很深。她还留下了现在的住址。
影片最后，洛伦佐和胡丽叶塔开车去瑞士，胡丽叶塔不打算解释，一心想与女儿在一起。

## 演员
- 艾玛·苏亚雷斯（英语：Emma Suárez） 饰 胡丽叶塔·阿科斯（Julieta Arcos）
- 阿德里亚娜·乌加特（英语：Adriana Ugarte） 饰 幼年胡丽叶塔
- 丹尼尔·高（Daniel Grao）饰 胡安（Xoan）
- 茵玛·库艾斯塔（英语：Inma Cuesta） 饰 艾娃（Eva）
- 米歇尔·詹娜 饰 碧亚（Beatriz）
- 达里奥·戈兰蒂内提（英语：Darío Grandinetti） 饰 洛伦佐·詹蒂莱（Lorenzo Gentile）
- 罗茜·德·帕尔玛（英语：Rossy de Palma） 饰 玛丽安（Marian）

## 制作
《胡丽叶塔》是阿尔莫多瓦尔执导的第20部长片。灵感源自诺贝尔奖文学家爱丽丝·门罗短篇小说集《逃离》（2004）的三个小故事《机缘》（Chance）、《匆匆》（Soon）和《沉寂》（Silence）。阿尔莫多瓦尔早在2009年便从门罗手中购得改编权。后来他解释之所以特地要改编权，是因为影片中的关键场景要在火车上拍摄。他表示：“他们之间有一些难以置信、易被情欲支配的事”。“火车上的女子，多么有电影感啊”。导演承认没有完全忠于原著，但他指出原作涉及主人公一家人间的关系和女人们的共通之处，对改编作品起到了重要作用。之前，他曾改编过《活色生香》（1997）和《吾栖之肤》（2011）两部外文作品。起先他给影片起名时直接沿用原故事名称《沉默》（Silencio），但为避免与同年上映的马丁·斯科塞斯作品《沉默》混淆才更名为《沉默茱麗葉》。
原先，阿尔莫多瓦尔打算把《沉默茱麗葉》做成他的首部英语电影，邀请美国演员梅丽尔·斯特里普主演，扮演主角20岁、40岁和60岁三个版本；史翠普和他会谈时，同意这个想法。他还把取景地设在门罗故事发生地加拿大温哥华。他也在纽约州寻找取景地，但最终打消这个念头，对在其他国家拍戏感到不悦，同时自己用英语写剧本和拍戏的能力也使他不自在。多年后，剧组成员建议剧本重新定地点，而这次，背景定在西班牙，电影也成了西班牙语片。
2015年1月，在伦敦剧团剧院出席其电影《崩溃边缘的女人》音乐剧首演时，他在接受《金融时报》访问时透露电影原名《沉默》。沉默是“导致最糟糕的事情发生在女主角身上的主要因素”。她还表示，影片是对剧情片和他的“妇女电影”的一次回归，但声称基调不同于他之前的女权主义剧情片《我的秘密之花》（1995）、《关于我母亲的一切》（1999）和《回归》（2006）。他表示，剧本已写好，正在选角。2015年3月，阿尔莫多瓦尔电影老面孔罗茜·德·帕尔马证实出演电影，之后艾玛·苏亚雷斯和阿德里亚娜·乌加特宣布分别扮演幼年和成年版主角。关于聘请两位演员，阿尔莫多瓦尔后来表示：“我不信任老年妆的效果，25岁的女性以50岁的样貌出现几乎不可能。这不是皱纹的问题，而是时间由内到外流逝的更加深刻的东西。”苏亚雷斯也透露启用两位演员是致敬路易斯·布努埃尔1977年电影《朦胧的欲望》，当中两位演员也扮演了同一个角色的不同人生阶段。欲望无限电影公司于2015年3月公布更多阵容。
前期准备中，阿尔莫多瓦尔鼓励苏亚雷斯和乌加特读美国作家琼·迪迪恩的回忆录《奇思年代》（2005）和法国作家伊曼纽尔·卡海耶的《没有我的人生》（2009）汲取灵感。阿尔莫多瓦尔也建议苏亚雷斯观看路易·马卢的《死刑台与电梯》（1958）和斯蒂芬·达尔德里的《时时刻刻》（2002），她还凝视了卢西安·弗洛伊德的油画。苏亚雷斯还观看阿尔莫多瓦尔的完成作品，更只身住在马德里，为角色作准备。“这是个很困苦的角色。在我看来，犹如落入荒凉、孤独和恐惧的黑暗深坑中。”她还透露，两位演员独立处理各自角色版本，只有拍火车戏才在一起。
对于两人合作，阿尔莫多瓦尔表示：“演员们违背身体哭泣需求的泪水，我纠结了很久。并不是出于矜持，而是因为我不想哭，我要的是经受多年痛苦留在里头的痛苦。我喜欢情景剧，这种流派很高贵，真的很伟大，但我清楚我不想要史诗，我要的是别的东西。简单而言，必须是一部非常枯燥、没有泪点的电影。”在接受英国广播公司采访时，阿尔莫多瓦尔说排练时出现了漫画书一样的情形，但他把幽默放到一边：“我想要更加强烈、更加纯洁的东西，确保信息传递。”阿尔莫多瓦尔说，他想把影片打造得比他之前的作品还要严厉和克制；他还反映了过去几年中他所经受的身体痛苦，这在他看来启发他做关于孤独的片段。
2015年4月，《沉默茱麗葉》开始制作，让-克洛德·拉里厄担任摄影，长期合作伙伴阿尔贝托·伊格莱西亚斯谱写影片配乐。另一位长期合作者索尼娅·格兰德（Sonia Grande）负责设计戏服。影片原定于2015年5月6日开拍，但实际上推迟至5月18日。取景地有马德里、加利西亚的上峡湾地区、韦尔瓦省拉谢拉、阿拉贡自治区比利牛斯山、潘蒂科萨和凡洛。阿尔莫多瓦尔后来表示想用荒凉山区凸显距马德里的路程遥远，强调角色如何根据所处环境改变人生态度。寻找取景地时，阿尔莫多瓦尔跟韦斯卡省电影办公室合作。2015年5月底，剧照陆续曝光。影片于2015年8月7日杀青。

## 发行

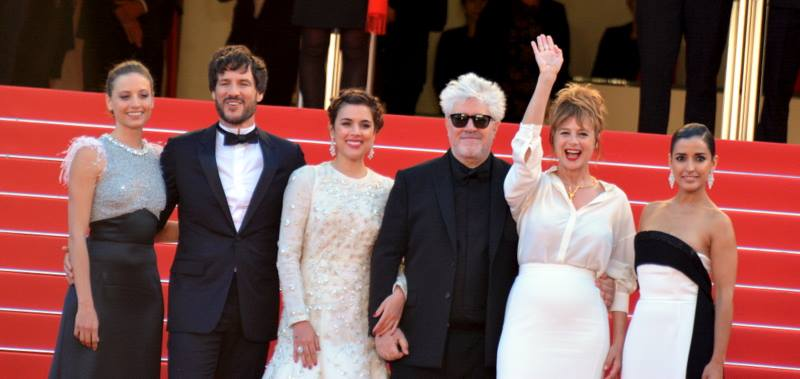
主创团队亮相2016年戛纳电影节。

2015年7月，欲望无限在网上披露先导版海报，之后于2016年1月发布先导版预告片和新版先导海报。国际版预告片和官方海报于次月网络公布。
2016年4月4日，影片在巴塞罗那La Sala超级影院体育馆首映。阿尔莫多瓦尔原计划于2016年4月6日在马德里耶尔摩理念（Yelmo Ideal）影院上映影片，并现场接受媒体采访拍照，却因他名列当周早些时候的巴拿马文件引发争议，宣布取消该活动乃至影片上映前夕的所有媒体活动。2016年4月8日，影片在西班牙公映。为庆祝个人发行第20部唱片，当天阿尔莫多瓦尔家乡卡尔萨达德卡拉特拉瓦举办特殊放映会。尽管阿尔莫多瓦尔本人未出席，他还是录制了一段视频送给现场观众。
经过多番炒作，影片于2016年戛纳电影节全球首映，并成为阿尔莫多瓦尔第五部角逐金棕榈奖的电影。法国5月18日上映，意大利是5月26日，巴西则在6月23日。6月，影片以非竞赛片身份参加悉尼电影节，之后又于7月担任耶路撒冷电影节和昆士兰州电影节的开幕片。墨西哥于7月8日上映影片。在英国，影片于8月26日全国公映前，在伦敦萨默塞特府的特别活动中首映，阿尔莫多瓦尔到场。而影片在美国的首映是在纽约影展，公映日期为2016年12月21日，是索尼经典电影发行的第九部阿尔莫多瓦尔影片，也是电影国度娱乐公司销售的第三部阿尔莫多瓦尔作品。在加拿大，影片于2016年多伦多国际影展首映。

## 评价

### 专业评价
影片口碑不俗，相比他之前的作品《我超兴奋》（2013），批评也较少。烂番茄按照146条评论打出84%的“新鲜度”。Metacritic根据20条评论，给影片打出平均分72（满分100），表示“普遍好评”。
影片获得西班牙影评人的好评，其中《先锋报》比较影片和乔治·丘克和沟口健二的女性主题电影，指出阿尔莫多瓦尔的剧本有阿尔弗雷德·希区柯克的影子。《Cineuropa》的阿方索·里维拉（Alfonso Rivera）还注意到阿尔莫多瓦尔风格中英格玛·伯格曼、克日什托夫·基斯洛夫斯基和道格拉斯·瑟克的影响。《国家报》的维森特·莫利纳·富瓦认为影片达到了阿尔莫多瓦尔生涯的编剧巅峰，而《世界报》的路易斯·马丁内斯（Luis Martínez）尽管找出叙事的漏洞，但还是认为影片是阿尔莫多瓦尔“最复杂最纯洁的影片”。西班牙版《名利场》称影片是“阿尔莫多瓦尔最具个人风格的影片”。《加泰罗尼亚晨报》的奎姆·卡萨斯（Quim Casas）称阿尔莫多瓦尔改造了情景剧：“影片的剧情片基调惊人，影片很阿尔莫多瓦尔，但同时又有别于导演的其他作品。”《阿贝赛报》的评价中肯，赞扬苏亚雷斯饰演的主角，但批评剧情取向。阿尔莫多瓦尔的“忠实影评敌人”卡洛斯·博耶罗在《国家报》写下压力批评的评价，认为受到影片风格和摄影的影响，认同角色遥不可及乃至不可能。博耶罗表示：“影片没有给我传递东西，无论情感上还是艺术上。”《机密报》也给出差评，认为影片是“贫瘠的剧情片”、“不灵巧”且“自我放纵”。
在戛纳电影节获得温和评价后，紧跟着的是法国影评人的猛烈抨击。AlloCiné根据29条法国影评人的评价，给予影片4.5的平均分（5分满分），使其成为2016年评价最好的法国上映电影。《电影手册》、《世界报》、《正片杂志》、《法国西部报》和《巴黎人报》等媒体给予影片5星满分。《世界报》称电影是“一部泪点非常直白的优秀电影”，《十字架报》认为负罪主题是阿尔莫多瓦尔作品很受欢迎的新附加品，称影片“美丽、紧张”。《快报》认为阿尔莫多瓦尔凭借影片回归其个人游戏的巅峰，称影片“是部不断处在边缘的作品，从来没有被自己的情感所压倒，故作冷酷乃至严厉”。《解放报》评价正面，却认为影片为了预防剧情不受“情感吸引力力量的完全影响”，“起用了许多老套路”。然而，《人道报》极力抨击，总结称“影片非常地叙事性，非常地上气不接下气”。
英国媒体的评价非常正面：荧屏日报标榜电影“是焦虑、诱人的作品，带领西班牙导演回归女性的独特世界”，表示阿尔莫多瓦尔的“独特声音在每一部新作的质感和深度中成长”。《帝国》评价非常积极，称电影是“优雅和美好生活、母爱和浪漫的庆祝仪式”。《Time Out》单独挑出摄影、布景、服装和教堂打出“总体上精致”的评价，总结称：“或许是阿尔莫多瓦尔最熟悉的领域，但也只有他的艺术天赋才能让影片制作看起来轻而易举”。《每日电讯报》称影片有着“浸泡着内疚的愉悦”，称赞配乐、摄影及苏亚雷斯和乌加特的表现。《伦敦标准晚报》标榜影片是“对母亲身份和永恒死亡的悲惨检测”，称影片“演绎精湛，镜头明亮，非常不错”。《同志星闻》强调摄影“视觉上的辉煌”和“敏感”的演员表现，总结称“影片集中了阿尔莫多瓦尔所有的特征，他一如既往地华丽有趣，但这部家庭剧情片的严肃性令人信服且深深地令人满意。”《卫报》认为影片是“流畅、富有吸引力的作品”，称“色彩和妇女是这位西班牙导演改编自三个爱丽丝·门罗故事作品的流行元素，但这部小作品的核心有一些故意的不足之处”。《视与听》认为阿尔莫多瓦尔“表现比以往更直白”，视觉和情感元素之间毫无关联，破坏了两位主角表演中“细致现实主义”，称影片“出自西班牙最具活力的剧作家的惊人平面作品”。《旁观者》认为“光泽最终摧毁了剧情”，总结称“影片使用了更多的阿尔莫多瓦尔经典怪异点”。
美国影评人的评价趋向于褒贬不一，如同称影片是“有吸引力但不均匀的情景剧”的Collider.com和表示尽管影片“回归女性中心剧情很受欢迎，给阿尔莫多瓦尔赢得了最大的赞誉，但难称得上是这位守旧者最强烈或最具娱乐性的作品”。同样地褒贬不一，《板岩》杂志认为影片并非阿尔莫多瓦尔最优秀的作品，但却是最引人注目的，“他掌握了很久的大胆、丰富多彩的成分和框架描绘的心理细节，比胡丽叶塔的系统编排及相当迟钝的剧情更加精准”。《Twitch Film》认为门罗作品的醇厚，在阿尔莫多瓦尔情景剧式的风格下，改编的不是很好，总结称“阿尔莫多瓦尔似乎满足于让他以往的优势萎缩，迎合平庸”。《Indiewire》认为导演的表现太过安逸，认为影片是他最保守的影片。《好莱坞报道者》认为影片满足到阿尔莫多瓦尔的影迷，但相较于他之前的电影，太过晦涩：“非常不招待见的礼貌和强烈的庸俗，我们当中有些人也许并不十分喜欢”。然而，《TheWrap》认为“默不作声的阿尔莫多瓦尔依然比大多数导演有古怪的远见和魅力”，并补充道，影片“原则中最有价值的部分，是布景装饰绝对不能易混沉闷”。

### 票房
影片在西班牙203家影院上映。上映首周末吸引79523万名观众观看，赚得585989欧，但据称是阿尔莫多瓦尔20年来在西班牙最糟糕的开画成绩。奥古斯汀·阿尔莫多瓦尔后来澄清影片是剧情片，不是喜剧片，使得影片更难卖给主流观众。加上巴拿马文件泄露事件导致阿尔莫多瓦尔停止所有影片上映前的媒体活动，是票房成绩令人失望的两大主要因素。首周，影片国内票房1180017欧，位列当周票房榜第五位，但逊色于《奇幻森林》和《奇奇欲爱世界》。次周跌至第5位，票房同比增长43%，为348515欧。票房第三周继续下滑，仅为22万欧 。第四周为119131欧，第五周跌出前10，降至第17，最终在西班牙赚得240万美元。
影片在法国上映首周位列票房榜第二位，在该国赚到490万美元。在意大利，首周空降票房榜第四位，赚到240万美元。英国前三周成绩110万英镑（150万美元），成为自2012年喜剧片《无法触碰》以来在英国上映的票房最好的非宝莱坞外语片。总体上，影片在英国赚到170万美元。美国票房83.9万美元。全球总票房2180万美元。

## 奖项
上映前夕，《洛杉矶时报》预测影片是奥斯卡奖的有力競爭者。2016年9月，西班牙电影艺术学院提名本片参加第89届奥斯卡金像奖最佳外语片奖角逐。2016年12月，影片被淘汰出最终小名单。
| 获奖与提名列表 | 获奖与提名列表               | 获奖与提名列表         | 获奖与提名列表                                         | 获奖与提名列表 | 获奖与提名列表  | 获奖与提名列表 |
| 年份           | 大奖                         | 奖项                   | 接受者                                                 | 结果           | 参考            |                |
| -------------- | ---------------------------- | ---------------------- | ------------------------------------------------------ | -------------- | --------------- | -------------- |
| 2016           | 女性电影记者联盟             | 最佳外语片             | 佩德罗·阿尔莫多瓦尔                                    | 提名           | [ 117 ] [ 118 ] |                |
| 2016           | 戛纳电影节                   | 金棕榈奖               | 佩德罗·阿尔莫多瓦尔                                    | 提名           | [ 48 ]          |                |
| 2016           | 芝加哥影评人协会奖           | 最佳外语片             | 《沉默茱麗葉》                                         | 提名           | [ 119 ]         |                |
| 2016           | 影评人选择奖                 | 最佳外语片奖           | 《沉默茱麗葉》                                         | 提名           | [ 120 ]         |                |
| 2016           | 欧洲电影奖                   | 最佳影片               | 《沉默茱麗葉》                                         | 提名           | [ 121 ]         |                |
| 2016           | 欧洲电影奖                   | 最佳导演               | 佩德罗·阿尔莫多瓦尔                                    | 提名           | [ 121 ]         |                |
| 2016           | 欧洲电影奖                   | 最佳女主角             | 艾玛·苏亚雷斯                                          | 提名           | [ 121 ]         |                |
| 2016           | 欧洲电影奖                   | 最佳女主角             | 阿德里亚娜·乌加特                                      | 提名           | [ 121 ]         |                |
| 2016           | 圣迭戈国际电影节             | 最佳国际电影           | 《沉默茱麗葉》                                         | 獲獎           | [ 122 ]         |                |
| 2016           | 华盛顿地区影评人协会奖       | 最佳外语片             | 《沉默茱麗葉》                                         | 提名           | [ 123 ]         |                |
| 2016           | 女性影评人奖                 | 最佳女性参演或主题影片 | 《沉默茱麗葉》                                         | 提名           | [ 124 ]         |                |
| 2017           | 美国退休人协会年度成人电影奖 | 最佳编剧               | 佩德罗·阿尔莫多瓦尔                                    | 提名           | [ 125 ]         |                |
| 2017           | 英国电影学院奖               | 最佳外语片             | 《沉默茱麗葉》                                         | 提名           | [ 126 ]         |                |
| 2017           | 高雅奖                       | 最佳影片               | 《沉默茱麗葉》                                         | 提名           | [ 127 ]         |                |
| 2017           | 高雅奖                       | 最佳导演               | 佩德罗·阿尔莫多瓦尔                                    | 提名           | [ 127 ]         |                |
| 2017           | 高雅奖                       | 最佳改编剧本           | 佩德罗·阿尔莫多瓦尔                                    | 提名           | [ 127 ]         |                |
| 2017           | 高雅奖                       | 最佳女主角             | 艾玛·苏亚雷斯                                          | 獲獎           | [ 127 ]         |                |
| 2017           | 高雅奖                       | 最佳原创配乐           | 阿德里亚娜·乌加特                                      | 提名           | [ 127 ]         |                |
| 2017           | 高雅奖                       | 最佳发型化妆           | Ana López-Puigcerver、Sergio Perez Berbel和David Martí | 提名           | [ 127 ]         |                |
| 2017           | 高雅奖                       | 最佳特效               | Kings Abbots和Eduardo Diaz                             | 提名           | [ 127 ]         |                |
| 2017           | 国家评论协会奖               | 五大外语片             | 《沉默茱麗葉》                                         | 獲獎           | [ 128 ]         |                |
| 2017           | 野兽奖                       | 最佳剧情片             | 《沉默茱麗葉》                                         | 提名           | [ 129 ] [ 130 ] |                |
| 2017           | 野兽奖                       | 最佳导演               | 佩德罗·阿尔莫多瓦尔                                    | 提名           | [ 129 ] [ 130 ] |                |
| 2017           | 野兽奖                       | 最佳剧本               | 佩德罗·阿尔莫多瓦尔                                    | 提名           | [ 129 ] [ 130 ] |                |
| 2017           | 野兽奖                       | 最佳女主角             | 艾玛·苏亚雷斯                                          | 提名           | [ 129 ] [ 130 ] |                |
| 2017           | 野兽奖                       | 最佳女主角             | 阿德里亚娜·乌加特                                      | 提名           | [ 129 ] [ 130 ] |                |
| 2017           | 野兽奖                       | 最佳女配角             | 罗茜·德·帕尔马                                         | 提名           | [ 129 ] [ 130 ] |                |
| 2017           | 野兽奖                       | 最佳原创配乐           | 阿尔贝托·伊格莱西亚斯                                  | 提名           | [ 129 ] [ 130 ] |                |
| 2017           | 野兽奖                       | 最佳预告片             | 《沉默茱麗葉》                                         | 提名           | [ 129 ] [ 130 ] |                |
| 2017           | 野兽奖                       | 最佳海报               | 《沉默茱麗葉》                                         | 提名           | [ 129 ] [ 130 ] |                |
| 2017           | 卫星奖                       | 最佳外语片             | 《沉默茱麗葉》                                         | 提名           | [ 131 ]         |                |